# El fogón de los gauchos
El fogón de los gauchos es una película de Argentina en blanco y negro dirigida por Julio Irigoyen sobre su propio guion. Se trata del último filme de este director, fue producida en 1953 y no se le estrenó comercialmente pero se habría exhibido como complemento el 6 de septiembre de 1960. Tuvo como protagonistas a Diana Bernal, Silvia Cecy, Alberto Miranda, Roberto Roldán y Los Pampeanos.

## Reparto
- Diana Bernal
- Silvia Cecy
- Alberto Miranda
- Roberto Roldán
- Los Pampeanos

## Producción
El filme fue producido por Buenos Aires Film, una empresa dirigida por Julio Irigoyen que se caracterizaba por producir filmes clase “C” de muy bajo presupuesto y poca calidad artística, que en general eran historias con los personajes característicos de la ciudad: guapos prostitutas, cantores de tango, jugadores en oscuros cafetines, hipódromos y salones aristocráticos. La mayoría eran películas de gauchos o típicamente porteñas, con tango o con canciones de tierra adentro. Es dificultoso acceder a información sobre esas películas, en primer lugar porque una parte no se estrenó en Buenos Aires sino en las provincias del interior de Argentina y también en otros países de América Latina, en segundo término porque Irigoyen no conservaba los negativos y en tercer lugar por el escaso interés que tenía por ellas la prensa especializada.